# Immortal Pride
Immortal Pride čertvrti je studijski album poljskog black metal-sastava Graveland. Diskografska kuća Eastclan objavila ga je 1998.

## O albumu
Album je snimljen od 12. svibnja do 10. listopada 1998. u studiju Tuba u Wrocławu i Eastclan Forgeu. Prvi je album na kojem se nije pojavio basist Grzegorz "Karcharoth" Jurgielewicz. 
Izvorno ga je objavila diskografska kuća Roba Darkena, Eastclan u kasetnoj inačici. Godine 1999. diskografska kuća No Colours Records objavila je ovaj album kao LP i CD, a LP je bio ograničen na 500 primjeraka. 
Ovaj album pokazuje razvoj sastava prema viking metalu. Sadrži duže, sporije pjesme i melodične vokale.

## Popis pjesama
Tekstovi i glazba: Rob Darken. 
| 1. | »Intro (Day of Fury)« (instrumentalna skladba)     | 3:21  |
| 2. | »Sons of Fire and Steel / Outro (Servants of War)« | 23:39 |

| Strana B | Strana B                                           | Strana B | Strana B | Strana B | Strana B | Strana B | Strana B | Strana B | Strana B |
| Br.      | Skladba                                            | Trajanje |          |          |          |          |          |          |          |
| -------- | -------------------------------------------------- | -------- | -------- | -------- | -------- | -------- | -------- | -------- | -------- |
| 3.       | »Sacrifice for Honour«                             | 16:26    |          |          |          |          |          |          |          |
| 4.       | »Outro (To Die in Glory)« (instrumentalna skladba) | 7:01     |          |          |          |          |          |          |          |
| 50:27    |                                                    |          |          |          |          |          |          |          |          |

## Zasluge
| Graveland - Rob Darken – vokal, gitara, bas-gitara, klavijature, inženjer zvuka, miks - Capricornus – bubnjevi | Ostalo osoblje - Christophe Szpajdel – logotip sastava - Raborym – fotografije - Grzegorz Czachor – inženjer zvuka, miks - Halyna Lozko – naslovnica albuma |